# OFC Champions League 2013/14
Die OFC Champions League 2013/14 war die 13. Ausspielung eines ozeanischen Meister-Wettbewerbs für Vereinsmannschaften im Fußball und fand vom 15. Oktober 2013 bis April 2014 statt. In diese Saison erfolgte erneut eine Modusänderung und eine Erweiterung des Teilnehmerfeldes. Der eigentlichen Gruppenphase mit erstmals elf Vereinen aus den sieben spielstärksten Ländern (davon je zwei aus Fidschi, Neuseeland, Tahiti und Vanuatu, sowie je eine aus Neukaledonien, Papua-Neuguinea und den Salomonen) war, wie in der Vorsaison, eine Qualifikationsrunde mit den Meistern aus Amerikanisch-Samoa, den Cookinseln, Samoa und Tonga vorgeschaltet. Diese vier Mannschaften spielten in einem Rundenturnier Jeder gegen Jeden den zwölften Teilnehmer an der Gruppenphase aus. Ein Playoff gegen den Meister aus dem am schlechtesten platzierten Verband der CL-Gruppenphase der Vorsaison entfiel. In der Gruppenphase spielten erstmals zwölf Mannschaften in drei Vierergruppen die Halbfinalteilnehmer aus, für das die drei Gruppensieger und der beste Zweitplatzierte qualifiziert waren. Die Gruppenphase fand nicht wie bisher in Hin- und Rückspielen statt, sondern in Turnierform auf Fidschi im April 2014.
Der Sieger der OFC Champions League qualifizierte sich für die FIFA-Klub-Weltmeisterschaft 2014 in Marokko. Beide Finalisten qualifizierten sich zudem für den erstmals ausgetragenen OFC President’s Cup 2014, bei dem noch zwei Vereine aus Asien und zwei weitere Teams teilnahmen.

## Qualifikation
Alle Spiele fanden im Pago Park Soccer Stadium in Pago Pago auf Amerikanisch-Samoa statt.
| Pl. | Verein             | Sp. | S | U | N | Tore    | Diff. | Punkte |
| --- | ------------------ | --- | - | - | - | ------- | ----- | ------ |
| 1.  | Kiwi FC            | 3   | 3 | 0 | 0 | 012:300 | +9    | 09     |
| 2.  | Tupapa FC          | 3   | 2 | 0 | 1 | 014:400 | +10   | 06     |
| 3.  | Lotoha’apai United | 2   | 0 | 0 | 2 | 002:700 | −5    | 0      |
| 4.  | Pago Youth         | 2   | 0 | 0 | 2 | 002:160 | −14   | 0      |

| 15. Oktober 2013   |       |                    |
| Lotoha'apai United | 0:3   | Tupapa FC          |
| 16. Oktober 2013   |       |                    |
| Kiwi FC            | 5:1   | Pago Youth         |
| 17. Oktober 2013   |       |                    |
| Lotoha'apai United | 2:4   | Kiwi FC            |
| Pago Youth         | 01:11 | Tupapa FC          |
| 19. Oktober 2013   |       |                    |
| Pago Youth         | *     | Lotoha'apai United |
| Tupapa FC          | 0:3   | Kiwi FC            |

* Das Spiel wurde aufgrund starken Regens und der Tatsache, dass sich keines der beiden Teams mehr für die Gruppenphase qualifizieren konnte, abgesagt.

## Gruppenphase

### Gruppe A
Alle Spiele fanden im Churchill Park in Lautoka satt.
| Pl. | Verein              | Sp. | S | U | N | Tore    | Diff. | Punkte |
| --- | ------------------- | --- | - | - | - | ------- | ----- | ------ |
| 1.  | AS Pirae            | 3   | 3 | 0 | 0 | 013:200 | +11   | 09     |
| 2.  | Solomon Warriors FC | 3   | 1 | 1 | 1 | 010:300 | +7    | 04     |
| 3.  | Waitakere United    | 3   | 1 | 1 | 1 | 004:400 | ±0    | 04     |
| 4.  | Kiwi FC             | 3   | 0 | 0 | 3 | 000:180 | −18   | 0      |

| 9. April 2014       |     |                     |
| Kiwi FC             | 0:2 | Waitakere United    |
| Solomon Warriors FC | 1:2 | AS Pirae            |
| 12. April 2014      |     |                     |
| AS Pirae            | 8:0 | Kiwi FC             |
| Waitakere United    | 1:1 | Solomon Warriors FC |
| 15. April 2014      |     |                     |
| Kiwi FC             | 0:8 | Solomon Warriors FC |
| AS Pirae            | 3:1 | Waitakere United    |

### Gruppe B
Alle Spiele sollten ursprünglich im Prince Charles Park in Nadi stattfinden. Nach einer Inspektion durch die OFC wurden sie aber auch in den Churchill Park in Lautoka verlegt.
| Pl. | Verein           | Sp. | S | U | N | Tore    | Diff. | Punkte |
| --- | ---------------- | --- | - | - | - | ------- | ----- | ------ |
| 1.  | Amicale FC       | 3   | 3 | 0 | 0 | 008:000 | +8    | 09     |
| 2.  | Auckland City FC | 3   | 2 | 0 | 1 | 006:100 | +5    | 06     |
| 3.  | AS Dragon        | 3   | 1 | 0 | 2 | 005:400 | +1    | 03     |
| 4.  | Nadi FC          | 3   | 0 | 0 | 3 | 000:140 | −14   | 0      |

| 8. April 2014  |     |               |
| Amicale FC     | 1:0 | AS Dragon     |
| Auckland City  | 3:0 | Nadi FC       |
| 11. April 2014 |     |               |
| AS Dragon      | 0:3 | Auckland City |
| Nadi FC        | 0:6 | Amicale FC    |
| 14. April 2014 |     |               |
| Nadi FC        | 0:5 | AS Dragon     |
| Amicale FC     | 1:0 | Auckland City |

### Gruppe C
Alle Spiele fanden im Govind Park in Ba statt.
| Pl. | Verein           | Sp. | S | U | N | Tore    | Diff. | Punkte |
| --- | ---------------- | --- | - | - | - | ------- | ----- | ------ |
| 1.  | Ba FC            | 3   | 2 | 1 | 0 | 007:100 | +6    | 07     |
| 2.  | AS Magenta       | 3   | 1 | 1 | 1 | 005:500 | ±0    | 04     |
| 3.  | Tafea F.C.       | 3   | 1 | 0 | 2 | 004:800 | −4    | 03     |
| 4.  | Hekari United FC | 3   | 0 | 2 | 1 | 004:600 | −2    | 02     |

| 7. April 2014    |     |                  |
| Tafea F.C.       | 3:1 | Hekari United FC |
| AS Magenta       | 0:2 | Ba FC            |
| 10. April 2014   |     |                  |
| Ba FC            | 4:0 | Tafea F.C.       |
| Hekari United FC | 2:2 | AS Magenta       |
| 13. April 2014   |     |                  |
| Tafea F.C.       | 1:3 | AS Magenta       |
| Ba FC            | 1:1 | Hekari United FC |

### Rangliste der Gruppenzweiten
| Pl. | Verein              | Sp. | S | U | N | Tore    | Diff. | Punkte |
| --- | ------------------- | --- | - | - | - | ------- | ----- | ------ |
| 1.  | Auckland City FC    | 3   | 2 | 0 | 1 | 006:100 | +5    | 06     |
| 2.  | Solomon Warriors FC | 3   | 1 | 1 | 1 | 010:300 | +7    | 04     |
| 3.  | AS Magenta          | 3   | 1 | 1 | 1 | 005:500 | ±0    | 04     |

## K.-o.-Phase

### Halbfinale
Die Hinspiele fanden am 26. und 27. April, die Rückspiele am 3. und 4. Mai 2014 statt.
|                  | Gesamt |            | Hinspiel | Rückspiel |
| ---------------- | ------ | ---------- | -------- | --------- |
| Ba FC            | 1:2    | Amicale FC | 1:2      | 0:0       |
| Auckland City FC | 4:2    | AS Pirae   | 3:0      | 1:2       |

### Finale
| Amicale FC                                                    | Amicale FC | Auckland City FC | Auckland City FC |
| ------------------------------------------------------------- | --- | --- | ---------------- |
| Amicale FC                                                    | \| 10. Mai 2014 um 15:00 Uhr (VUT) in Port Vila (Korman Stadium) \| \| Ergebnis: 1:1 (0:1) \| \| Zuschauer: 10.000 \| \| Schiedsrichter: Abdelkader Zitouni ( Tahiti) \| \| Spielbericht \|                                                                             | \| 10. Mai 2014 um 15:00 Uhr (VUT) in Port Vila (Korman Stadium) \| \| Ergebnis: 1:1 (0:1) \| \| Zuschauer: 10.000 \| \| Schiedsrichter: Abdelkader Zitouni ( Tahiti) \| \| Spielbericht \|                                                              | Auckland City FC |
| Amicale FC                                                    | Chikau Mansale – Colin Marshall, Marko Đorđević, Davide Talone, Nelson Sale Kilifa – Esava Naqeleca, Shivan Swamy (68. Sanni Issa) – Dominique Fred, Nikola Vasilic (54. Kensi Tangis), Jack Wetney (76. François Sakama), Fenedy Masauvakolo Cheftrainer: Richard Iwai | Tamati Williams – Andrew Milne, Ivan Vicelich , John Irving, Takuya Iwata – Mario Bilen (77. Kim Dae-wook), Sam Burfoot – Ryan De Vries, Emiliano Tade (49. David Browne), João Moreira (72. Sean Lovemore), Daniel Morris Cheftrainer: Ramon Tribulietx | Auckland City FC |
| Amicale FC                                                    | 1:1 Dominique Fred (75.) | 0:1 Emiliano Tade (29.) | Auckland City FC |
| Amicale FC                                                    | Esava Naqeleca (84.), Nelson Sale Kilifa (90.) | Tamati Williams (63.) | Auckland City FC |
| Amicale FC                                                    | Nelson Sale Kilifa ist für das Rückspiel gesperrt | | Auckland City FC |
| 10. Mai 2014 um 15:00 Uhr (VUT) in Port Vila (Korman Stadium) | | |                  |
| Ergebnis: 1:1 (0:1)                                           | | |                  |
| Zuschauer: 10.000                                             | | |                  |
| Schiedsrichter: Abdelkader Zitouni ( Tahiti)                  | | |                  |
| Spielbericht                                                  | | |                  |

| Auckland City FC                                              | Auckland City FC | Amicale FC | Amicale FC |
| ------------------------------------------------------------- | --- | --- | ---------- |
| Auckland City FC                                              | \| 18. Mai 2014 um 14:00 Uhr (NZST) in Auckland (Kiwitea Street) \| \| Ergebnis: 2:1 (0:1) \| \| Schiedsrichter: Norbert Hauata ( Tahiti) \| \| Spielbericht \|                                                                                         | \| 18. Mai 2014 um 14:00 Uhr (NZST) in Auckland (Kiwitea Street) \| \| Ergebnis: 2:1 (0:1) \| \| Schiedsrichter: Norbert Hauata ( Tahiti) \| \| Spielbericht \|                                                                                 | Amicale FC |
| Auckland City FC                                              | Tamati Williams – Andrew Milne, Ivan Vicelich , John Irving, Takuya Iwata – Mario Bilen, Kim Dae-wook, Sam Burfoot (66. David Browne) – Ryan De Vries (90.+1 Darren White), Emiliano Tade, João Moreira (78. Sean Morris) Cheftrainer: Ramon Tribulietx | Chikau Mansale – Colin Marshall, Davide Talone, Laitia Tuilau, Marko Đorđević – Esava Naqeleca, Sanni Issa (62. Nikola Vasilic), Kensi Tangis – Dominique Fred, Jack Wetney (69. François Sakama), Fenedy Masauvakolo Cheftrainer: Richard Iwai | Amicale FC |
| Auckland City FC                                              | 1:1 Ryan de Vries (67.) 2:1 Emiliano Tade (87.) | 0:1 Kensi Tangis (45.+1') | Amicale FC |
| Auckland City FC                                              | Ivan Vicelich (27.), Emiliano Tade (88.), Andrew Milne (90.) | Esava Naqeleca (15.), Laitia Tuilau (32.) | Amicale FC |
| 18. Mai 2014 um 14:00 Uhr (NZST) in Auckland (Kiwitea Street) | | |            |
| Ergebnis: 2:1 (0:1)                                           | | |            |
| Schiedsrichter: Norbert Hauata ( Tahiti)                      | | |            |
| Spielbericht                                                  | | |            |

## Beste Torschützen
Nachfolgend sind die besten Torschützen der OFC-Champions-League-Saison (ohne Qualifikation) aufgeführt.
| Rang | Spieler         | Klub                | Tore |
| ---- | --------------- | ------------------- | ---- |
| 1    | Naea Bennett    | AS Pirae            | 6    |
|      | Emiliano Tade   | Auckland City FC    | 6    |
| 3    | João Moreira    | Auckland City FC    | 4    |
|      | Micah Leaʻalafa | Solomon Warriors FC | 4    |
|      | Kensi Tangis    | Amicale FC          | 4    |